# Tetramorium etiolatum
Tetramorium etiolatum är en myrart som beskrevs av Bolton 1977. Tetramorium etiolatum ingår i släktet Tetramorium och familjen myror. Inga underarter finns listade i Catalogue of Life.